# Province de Mae Hong Son
Mae Hong Son (en thaï : แม่ฮ่องสอน) est une province (changwat) de Thaïlande.
Elle est située dans le nord du pays. Sa capitale est la ville de Mae Hong Son. Elle est frontalière de la Birmanie, de la province de Chiang Mai et, tout au sud, de la province de Tak.
Très montagneuse, c'est la province la moins densément peuplée du pays (20 habitants au km²).
Cette région est riche en sites préhistoriques, en particulier de sites hoabinhiens, avec des dizaines d'abris sous roche et de grottes. On a trouvé à Tham Lot rock shelter, dans le district de Pang Mapha, parmi les plus vieux squelettes d'Homo sapiens de Thaïlande (après le squelette de Krabi vieux d'environ 25 000 ans), deux squelettes de femme ayant entre 13 640 et 12 100 ans ainsi que des os et crocs d'animaux, des graines et des outils de pierre.

## Subdivisions

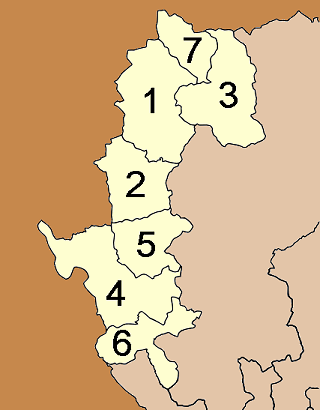
Carte des amphoe de la province de Mae Hong Son.

Mae Hong Son est subdivisée en 7 districts (amphoe) : Ces districts sont eux-mêmes subdivisés en 45 sous-districts (tambon) et 402 villages (muban).
1. Mae Hong Son (อำเภอ เมือง แม่ ฮ่อง สอน)

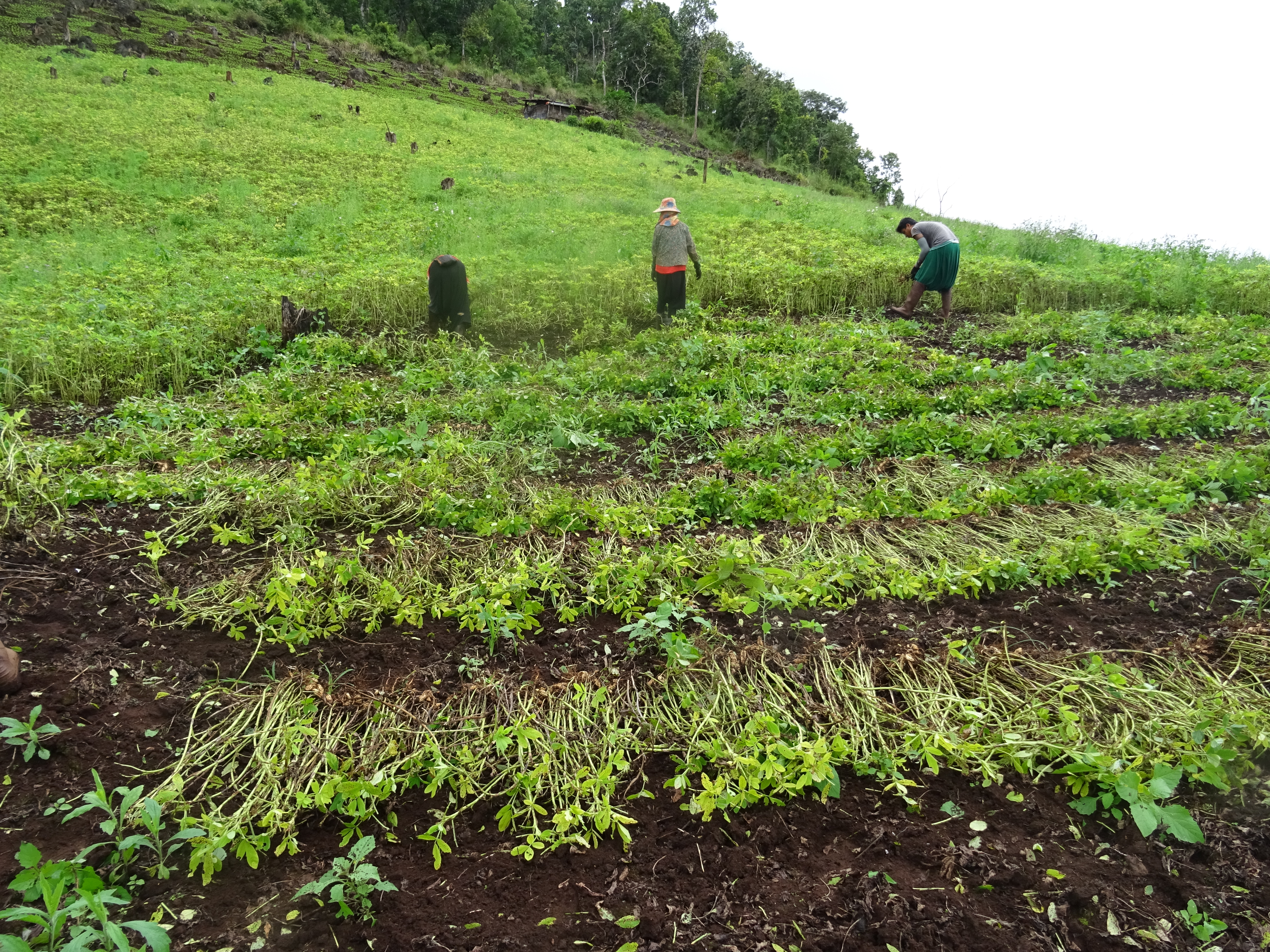
Culture de cacahuètes

2. Khun Yuam (อำเภอ ขุน ยวม)
3. Pai (อำเภอ ปาย)
4. Mae Sariang (อำเภอ แม่ สะเรียง)
5. Mae La Noi (อำเภอ แม่ ลา น้อย)
6. Sop Moei (อำเภอ สบ เมย)
7. Pang Mapha (อำเภอ ปาง มะผ้า)